# Opsion flavipuncta
Opsion flavipuncta är en tvåvingeart som beskrevs av Edwards 1925. Opsion flavipuncta ingår i släktet Opsion och familjen svampmyggor. Inga underarter finns listade i Catalogue of Life.